# Аланго (тауншип, Миннесота)
Аланго (англ. Alango) — тауншип в округе Сент-Луис, Миннесота, США. На 2000 год его население составило 301 человек.

## География
По данным Бюро переписи населения США площадь тауншипа составляет 93,6 км², из которых 93,6 км² занимает суша, водоёмов нет.

## Демография
По данным переписи населения 2000 года здесь находились 301 человек, 121 домохозяйство и 80 семей.  Плотность населения —  3,2 чел./км².  На территории тауншипа расположено 146 построек со средней плотностью 1,6 построек на один квадратный километр. Расовый состав населения: 95,02 % белых, 3,32 % коренных американцев и 1,66 % приходится на две или более других рас. Испанцы или латиноамериканцы любой расы составляли 0,33 % от популяции тауншипа. 31,8 % населения составляли финнов, 18,0 % шведов, 13,3 % немцев, 12,0 % норвежцев, 6,9 % ирландцев и 6,0 % поляк по данным переписи населения 2000 года.
Из 121 домохозяйства в 30,6 % воспитывались дети до 18 лет, в 55,4 % проживали супружеские пары, в 5,0 % проживали незамужние женщины и в 33,1 % домохозяйств проживали несемейные люди. 28,1 % домохозяйств состояли из одного человека, при том 8,3 % из — одиноких пожилых людей старше 65 лет. Средний размер домохозяйства — 2,49, а семьи — 3,01 человека.
24,9 % населения — младше 18 лет, 8,3 % — в возрасте от 18 до 24 лет, 25,9 % — от 25 до 44, 30,2 % — от 45 до 64, и 10,6 % — старше 65 лет. Средний возраст — 39 лет. На каждые 100 женщин приходилось 110,5 мужчин.  На каждые 100 женщин старше 18 приходилось 119,4 мужчин.
Средний годовой доход домохозяйства составлял 37 500 долларов, а средний годовой доход семьи —  53 542 доллара. Средний доход мужчин —  41 875  долларов, в то время как у женщин — 26 250. Доход на душу населения составил 16 399 долларов. За чертой бедности находились 5,5 % семей и 11,8 % всего населения тауншипа, из которых 19,8 % младше 18 и 11,4 % старше 65 лет.